# Charlier Museum
Das Charlier Museum | Musée Charlier ist ein Museum in Brüssel, das einen Teil der Kunstsammlung des Brüsseler Mäzens und Kunstsammlers Henri Emile Van Cutsem (* 25. Dezember 1839 in Brüssel; † 13. September 1904 in Ochamps) beherbergt.

## Geschichte

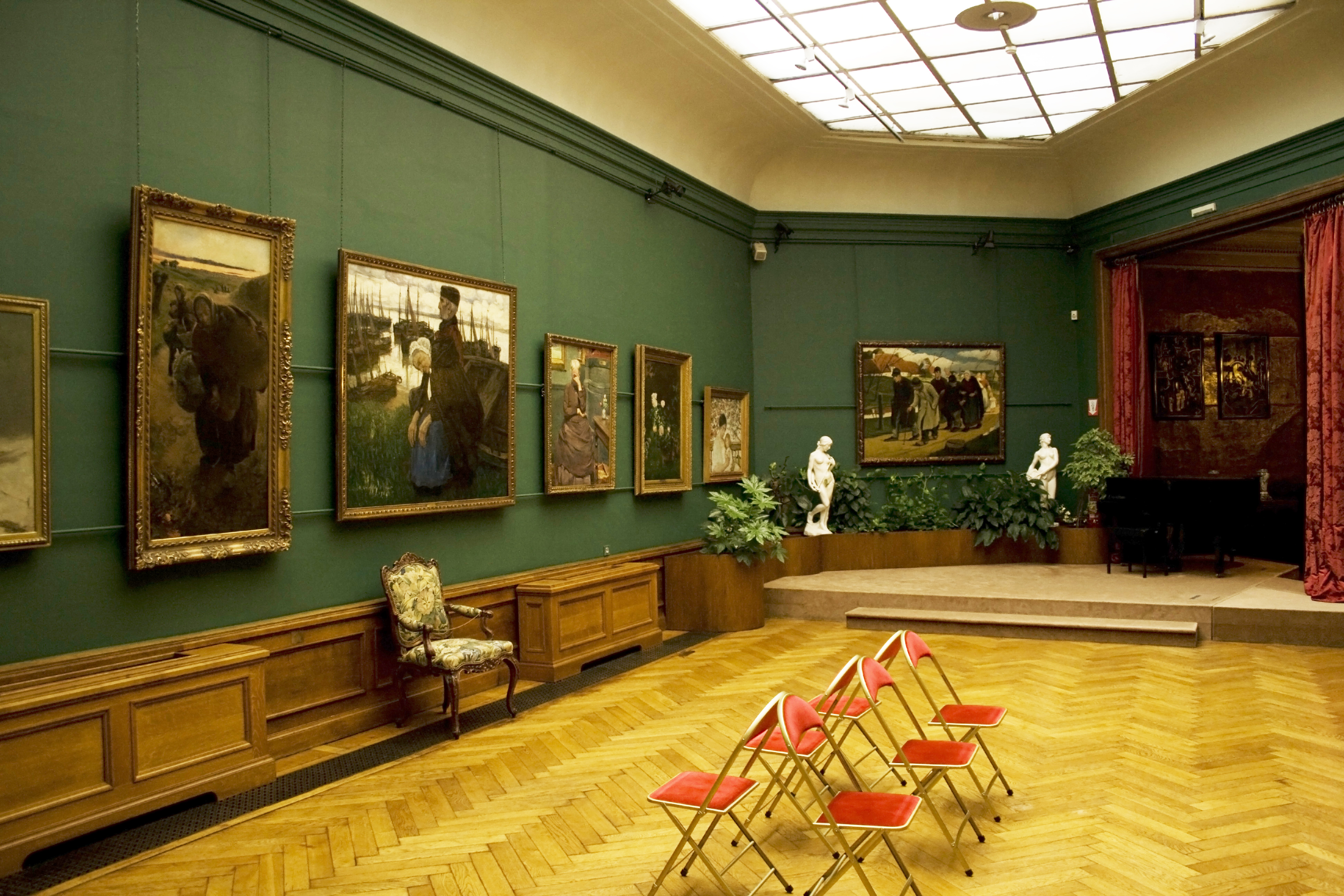

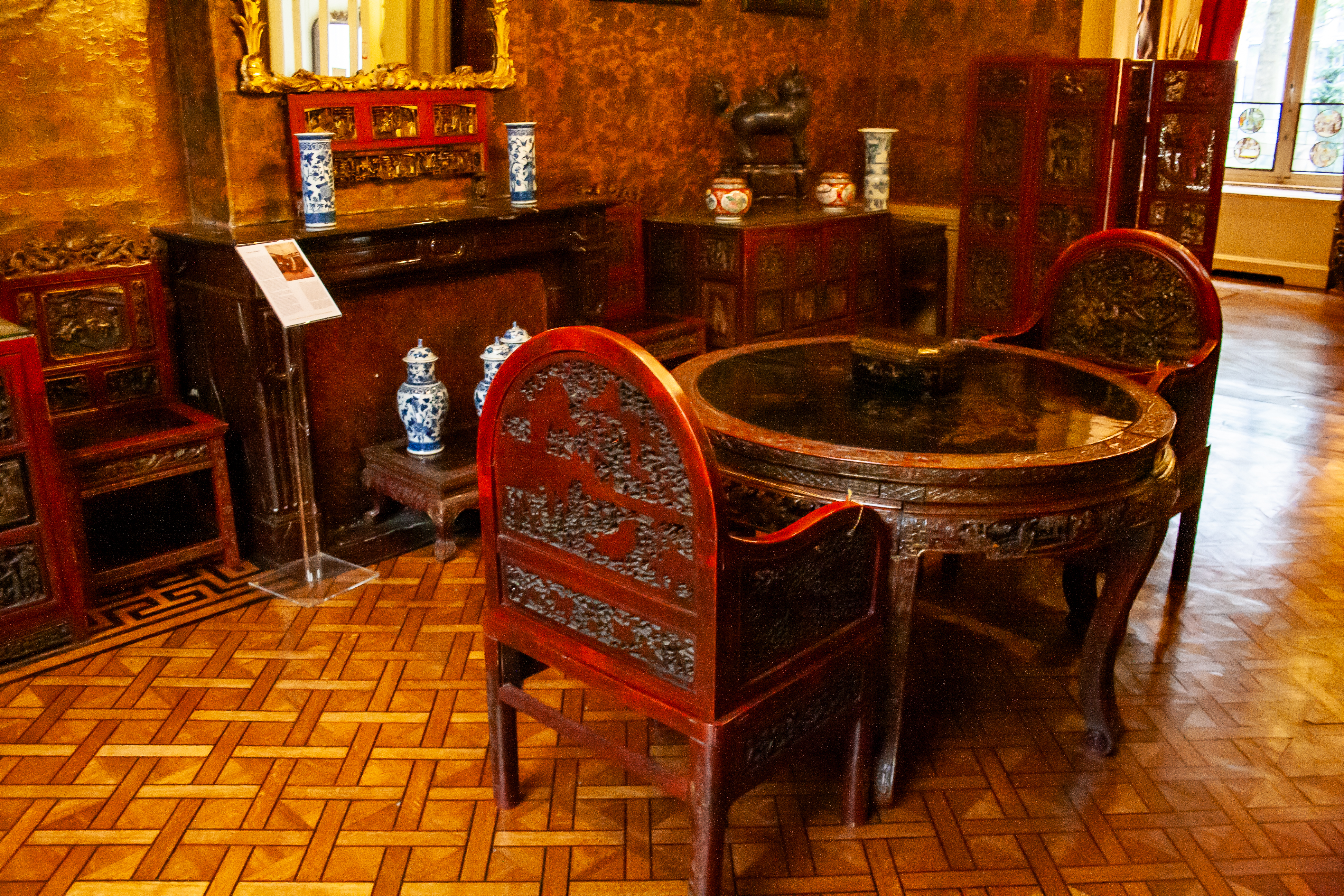

Im Jahr 1890 kaufte Henri Van Cutsem zwei benachbarte klassizistische Häuser in der heutigen Kunstlaan in Sint-Joost-ten-Node, um sie zu einem einzigen Haus umzubauen. Das erste Haus aus dem Jahr 1844 blieb erhalten, während das zweite abgerissen und neu aufgebaut wurde, um die beiden Häuser zu verbinden und die Fassaden besser zu integrieren. Die Arbeiten an beiden Bauten wurden von dem jungen Architekten Victor Horta ausgeführt, der auch die langen, glasüberdachten Galerien entwarf, in denen Van Cutsems Kunstsammlung untergebracht werden sollte. Im Inneren des Hauses trennen Vitrinen die verschiedenen Räume, lassen aber auch genügend Licht in das Raucherzimmer, den kleinen Saal und den Empfangssaal.
Henri Van Cutsem bot seine Sammlung dem belgischen Staat als Vermächtnis an, doch der zuständige Beamte lehnte die Schenkung ab. Van Cutsem wandte sich daraufhin an die Stadt Tournai, die bereit war, für seine außergewöhnliche Sammlung ein eigenes Museum zu errichten. Nach seinem Tod 1904 erbte der Bildhauer Guillaume Charlier das Haus und die Kunstwerke. Er erfüllte den Wunsch seines Gönners und teilte die Sammlung Van Cutsem zwischen Brüssel und Tournai auf. Charlier sammelte auch selbst weiter. Im Jahr 1925 erwarb die Gemeinde Saint-Josse-ten-Noode das Gebäude und die Kunstsammlung mit der Auflage, daraus ein öffentliches Museum zu machen. Die besten Werke wurden jedoch in das 1928 eröffnete Museum von Tournai gebracht, das auch die anderen Kunstsammlungen der Stadt beherbergte.
Heute finden im Brüsseler Museum Ausstellungen belgischer Künstler des 19. Jahrhunderts und Konzerte im Musiksaal statt.

## Sammlung

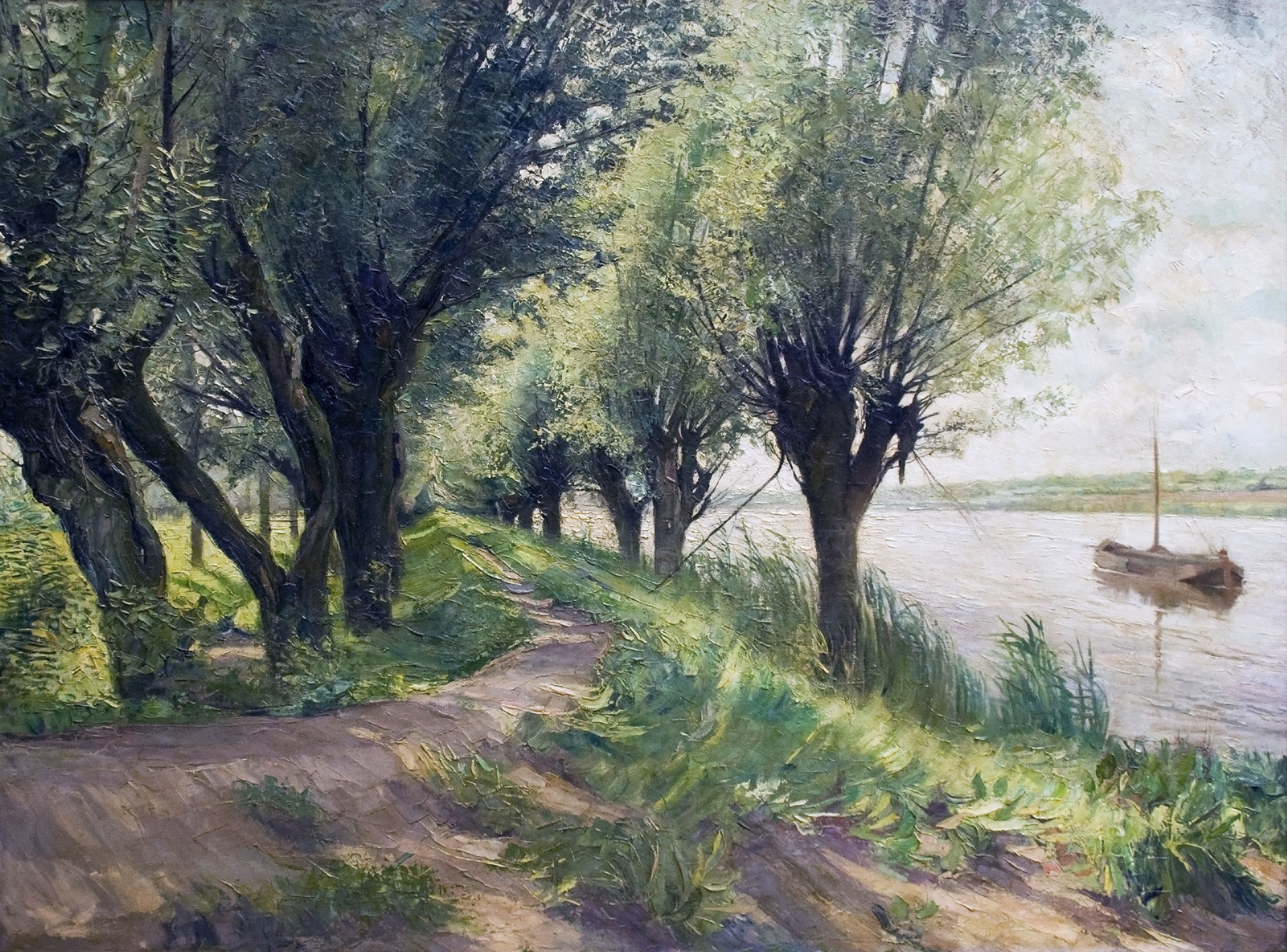
Weiden an den Ufern der Schelde. Guillaume Van Strydonck

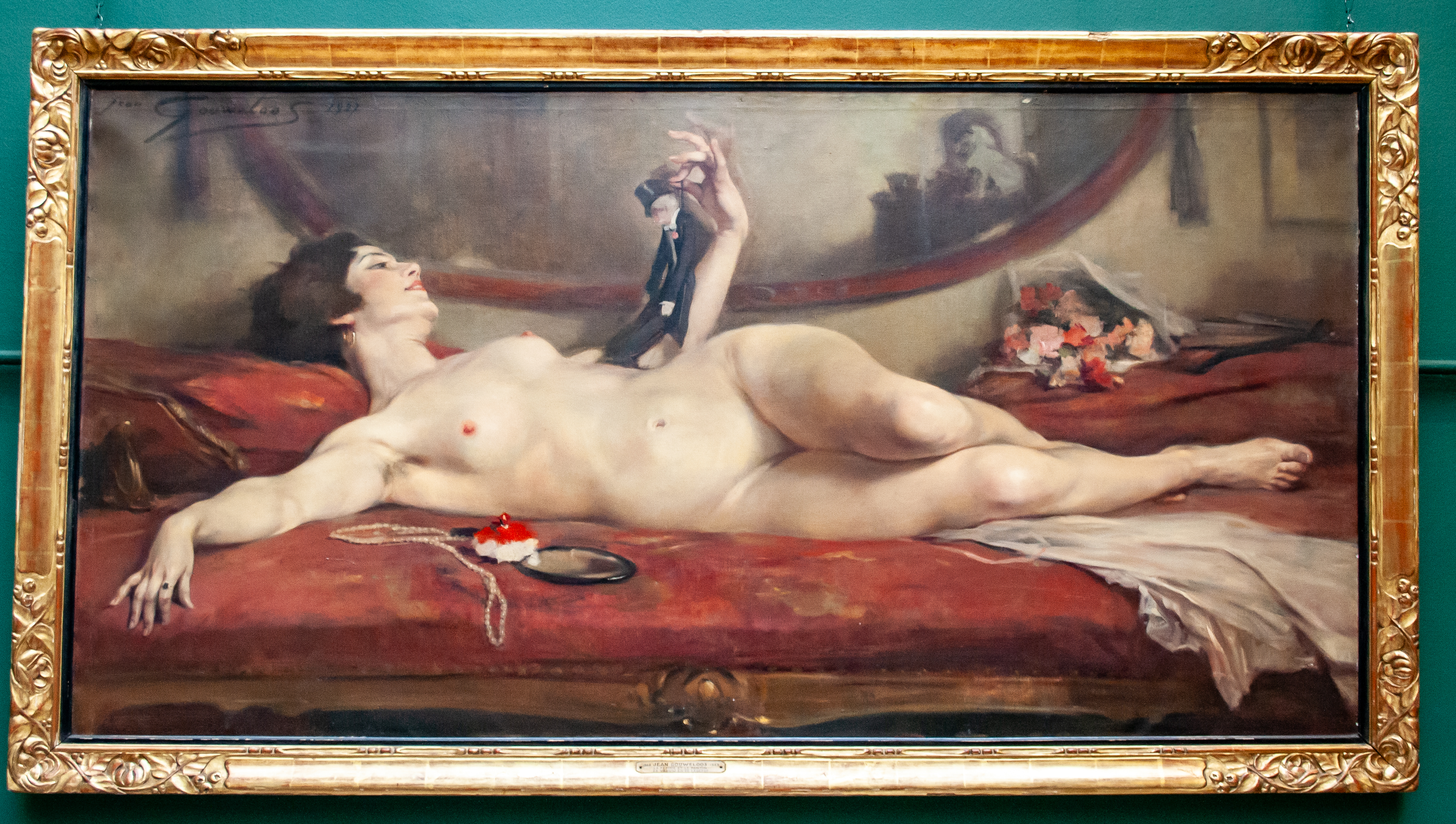
La femme et le pantin (Frau und Puppe). Jean Gouweloos

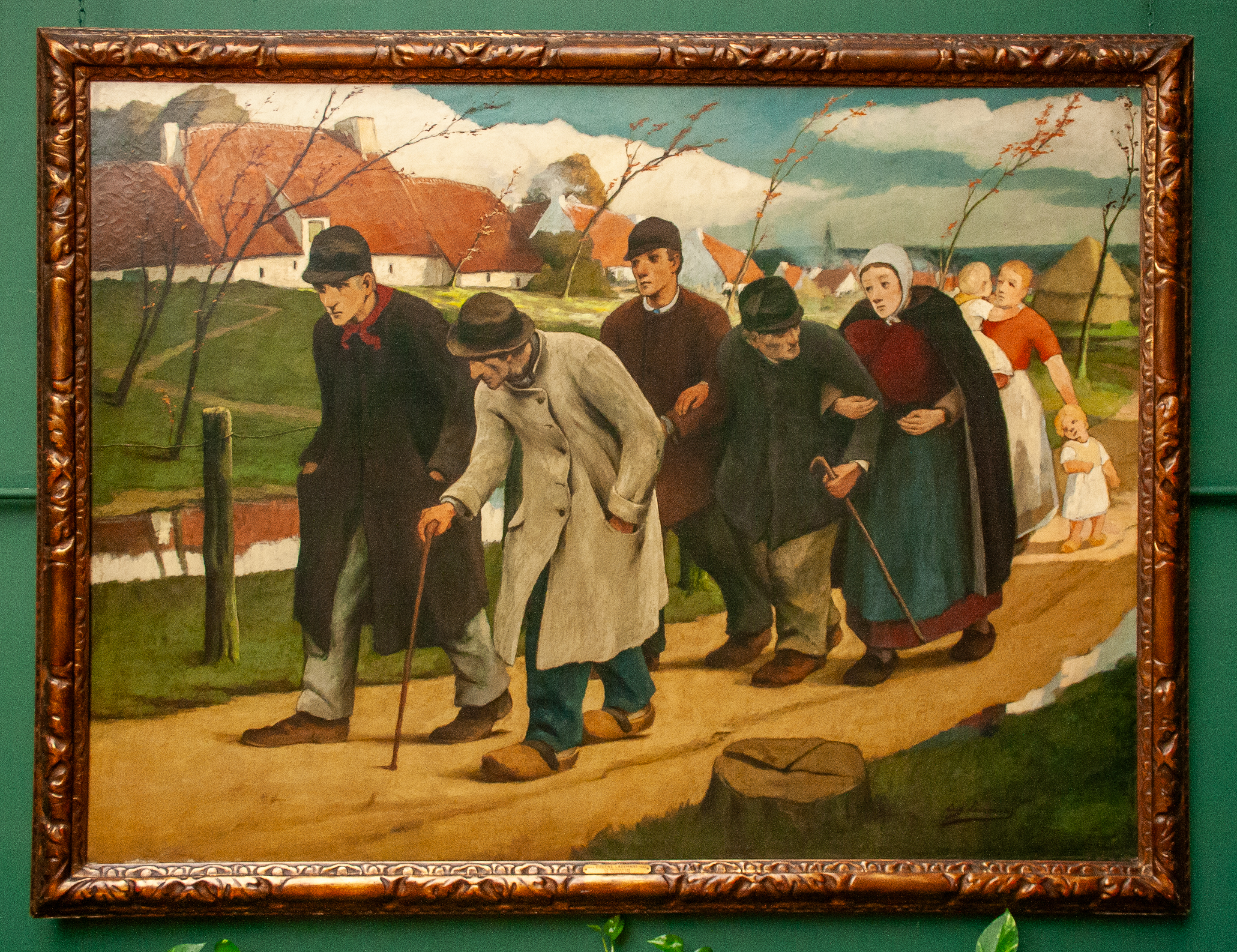
Der Spaziergang. Eugène Laermans

An der Wende zum 19. Jahrhundert wich der Akademismus dem Naturalismus und dem Impressionismus. Belgien war reich an begabten Künstlern wie Hippolyte Boulenger, Guillaume Vogels oder James Ensor, aber auch an innovativen Bewegungen wie der Gruppe der XX oder der Schule von Tervueren. Das Museum besitzt zahlreiche Gemälde, Grafiken und Zeichnungen dieser Künstler sowie Werke von Malern wie Anna Boch, Auguste Oleffe, Jacob Smits, Alfred Stevens, Émile Wauters oder Antoine Wiertz, die an den verschiedenen innovativen Bewegungen des späten 19. und frühen 20. Jahrhunderts beteiligt waren.
Auch Bildhauer sind vertreten, mit Werken von Guillaume Charlier, Emile Namur und Rik Wouters. Die Salons sind reich an Möbeln und dekorativen Kunstgegenständen aus der Zeit Ludwigs XV., Ludwigs XVI. und des Empire, an Wandteppichen aus Brüssel, Audenarde und Aubusson, an Teppichen, Porzellan und Goldschmiedearbeiten.